# Zhang Yanquan
Zhang Yanquan (chiń. 张雁全; pinyin Zhāng Yànquán; ur. 13 czerwca 1994 w Chaozhou) – chiński skoczek do wody. Złoty medalista olimpijski z Londynu.
Zawody w 2012 były jego pierwszymi igrzyskami olimpijskimi. Po złoto sięgnął w skokach synchronicznych z dziesięciometrowej wieży. Partnerował mu Cao Yuan z którym w 2013 wspólnie wywalczyli brązowy medal mistrzostw świata w tej konkurencji. W 2014 zdobył złoty medal igrzysk azjatyckich, tym razem partnerował mu Chen Aisen.